# 匍枝火绒草
匍枝火绒草（学名：Leontopodium stoloniferum）为菊科火绒草属的植物，为中国的特有植物。分布于中国大陆的四川等地，生长于海拔2,900米至3,600米的地区，一般生长在亚高山湿润的沟起劲中溪岸，目前尚未由人工引种栽培。